# Pastorie Sint-Niklaasparochie

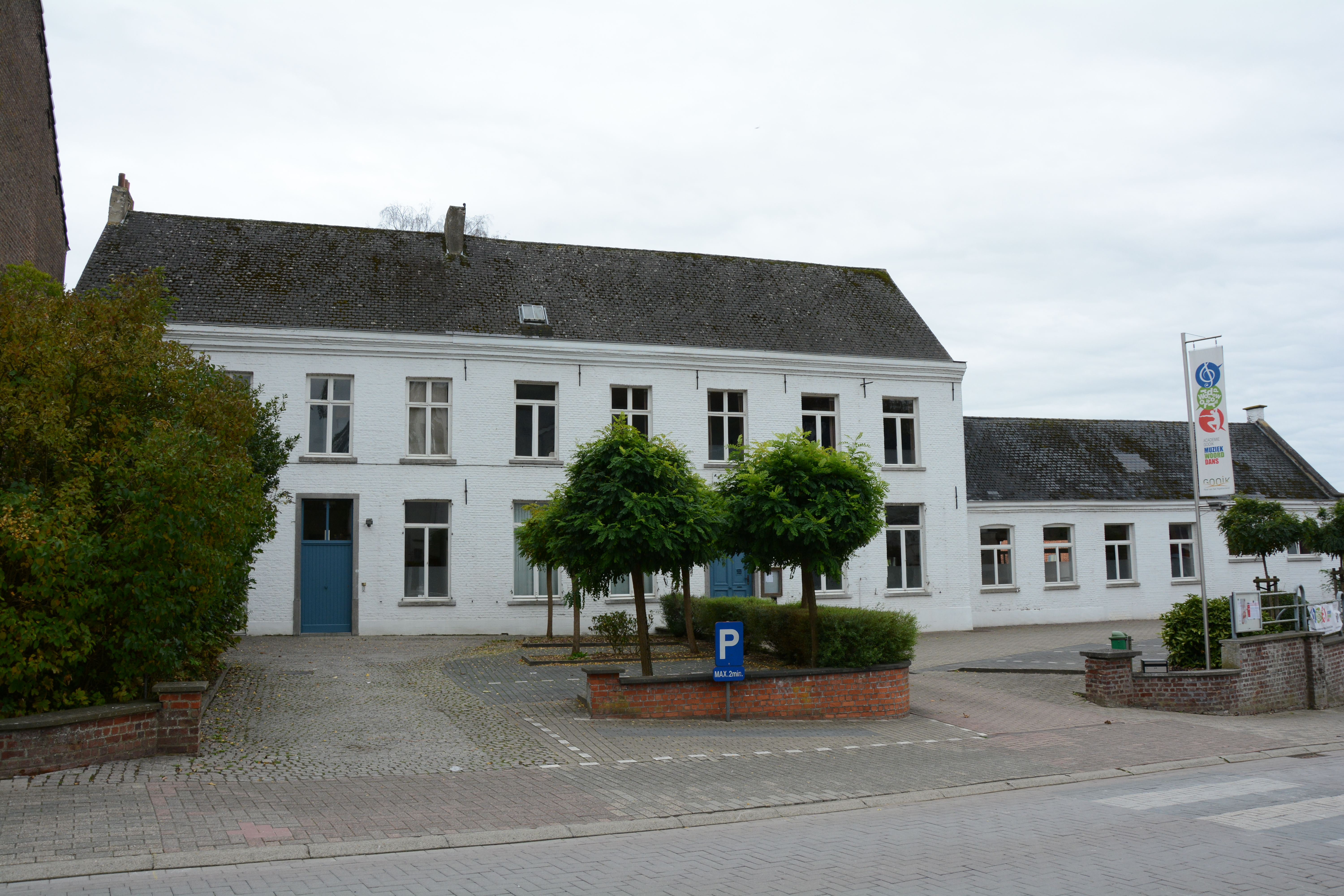
Oude Pastorij van Gooik

De pastorie van de Sint-Niklaasparochie dateert uit de 18e eeuw en is gelegen in de dorpskern van het dorp Gooik aan Dorpsstraat 36.
Een deel van de gebouwen van de pastorie wordt gebruikt door de Academie van Woord, Muziek en Dans die in 1967 werd opgericht.